# Crocidura tenuis
Crocidura tenuis là một loài động vật có vú trong họ Chuột chù, bộ Soricomorpha. Loài này được Müller mô tả năm 1840.